# Straßensperre Rocchetta

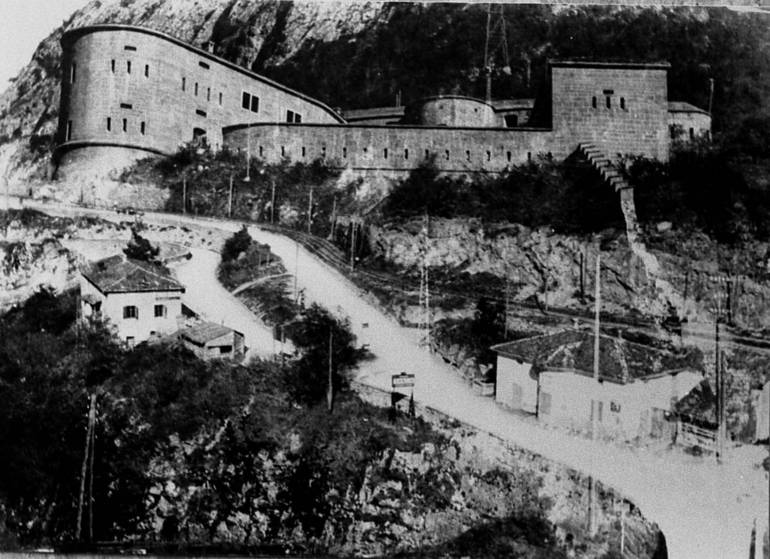
Die Sperre Rocchetta – links oben der Batterieblock, rechts die Defensivkaserne mit talwärts führender Defensivmauer

Die Straßensperre Rocchetta war Teil des Österreich-Ungarischen Abwehrriegels im Rücken der Festung Trient. Die bereits in den 1860er Jahren erbaute Anlage am Eingang des Nonstals war zu Beginn des Ersten Weltkrieges bereits veraltet und wurde deshalb desarmiert. Der Bau wurde durch eine Explosion in den 1920er Jahren zerstört und die Reste später zum Großteil abgetragen. 

## Lage
Das Werk lag an der Rocchetta-Engstelle am Eingang in das Nonstal nordöstlich von Mezzolombardo. Sie wurde deshalb gelegentlich als „Sperre Nontal“ bezeichnet. Der Bau sperrte die alte Nonstalstraße südlich von Masi di Vigo einer Fraktion von Ton und die darunter liegende Straße nach Spormaggiore, heute die Staatsstraße SS 421 dei Laghi di Molveno e Tenno.

## Geschichte
Erbaut wurde die Anlage an der Stelle, an der bereits 1333 das Castel Rocchetta errichtet worden war, dessen Reste dem neuen Bau weichen mussten. Die Straßensperre wurde bereits nach dem Befestigungsprogramm von 1850 in den Jahren 1860 bis 1864 errichtet, um das Nonstal gegen das Etschtal abzuriegeln und so die Festung Trient gegen einen Durchbruch vom Tonalepass her zu decken. Es war dies die zweite Verteidigungslinie hinter dem ebenfalls in diesem Zeitraum (1860–1862) errichteten Werk Strino am Tonalepass. Dieses Werk sperrte an der engsten Stelle das Nonstal und damit die Straßen von Cles und dem Tonale sowie von Spormaggiore nach Mezzolombardo.
Nachdem die Tonalepass-Sperre durch den Bau weiterer Werke bis 1912 massiv verstärkt worden war und sich auch im Jahre 1915 abzuzeichnen begann, dass ein italienischer Durchbruch über den Tonalepass immer unwahrscheinlicher wurde, desarmierte man das Werk und nutzte es nur noch als Lager und Truppenunterkunft. 
Nach dem Ende des Ersten Weltkrieges fiel die Liegenschaft an die italienische Armee, die den Bau an eine Firma aus Bassano del Grappa vermietete, die dort etwa eine halbe Million Handgranaten aus dem Ersten Weltkrieg entschärfte. Durch unsachgemäße Handhabung von Sprengstoff kam es am 27. Dezember 1922 zu einer Explosion, die das Bauwerk fast völlig zerstörte. Bei dem Unglück verloren sieben Arbeiter ihr Leben. Die Reste wurden dann fast gänzlich abgetragen, es blieb nur das talseitige Fundament des Batterieblocks und einige Mauer- bzw. Kasemattenteile im ansteigenden Abhang übrig. 

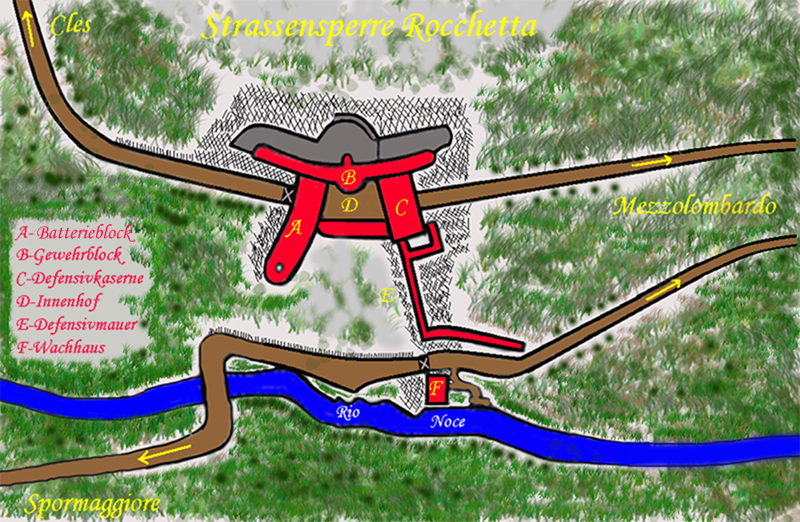
Verteidigungsplan der Straßensperre mit den Stacheldrahtverhauen
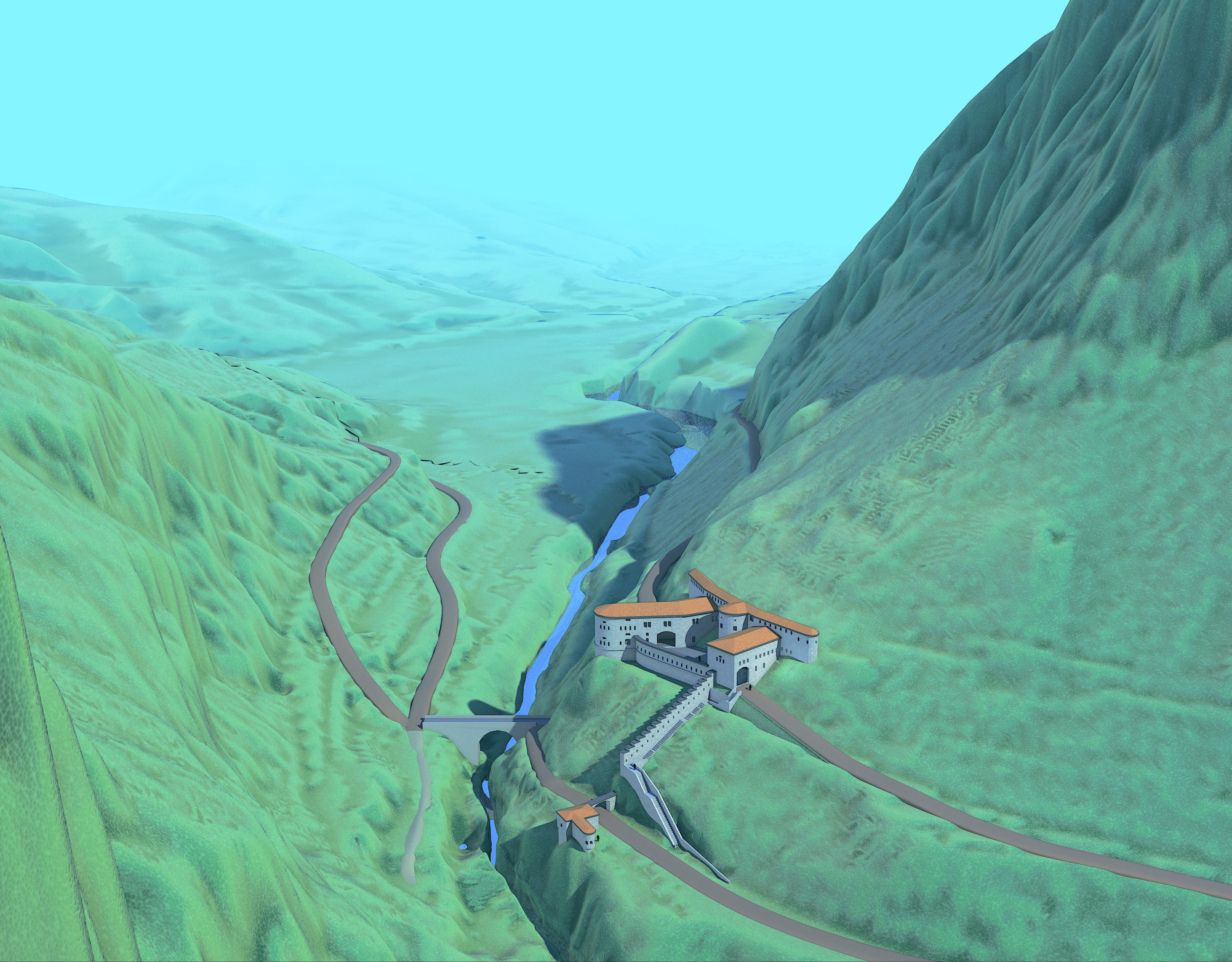
Computer-Rekonstruktion der Anlage
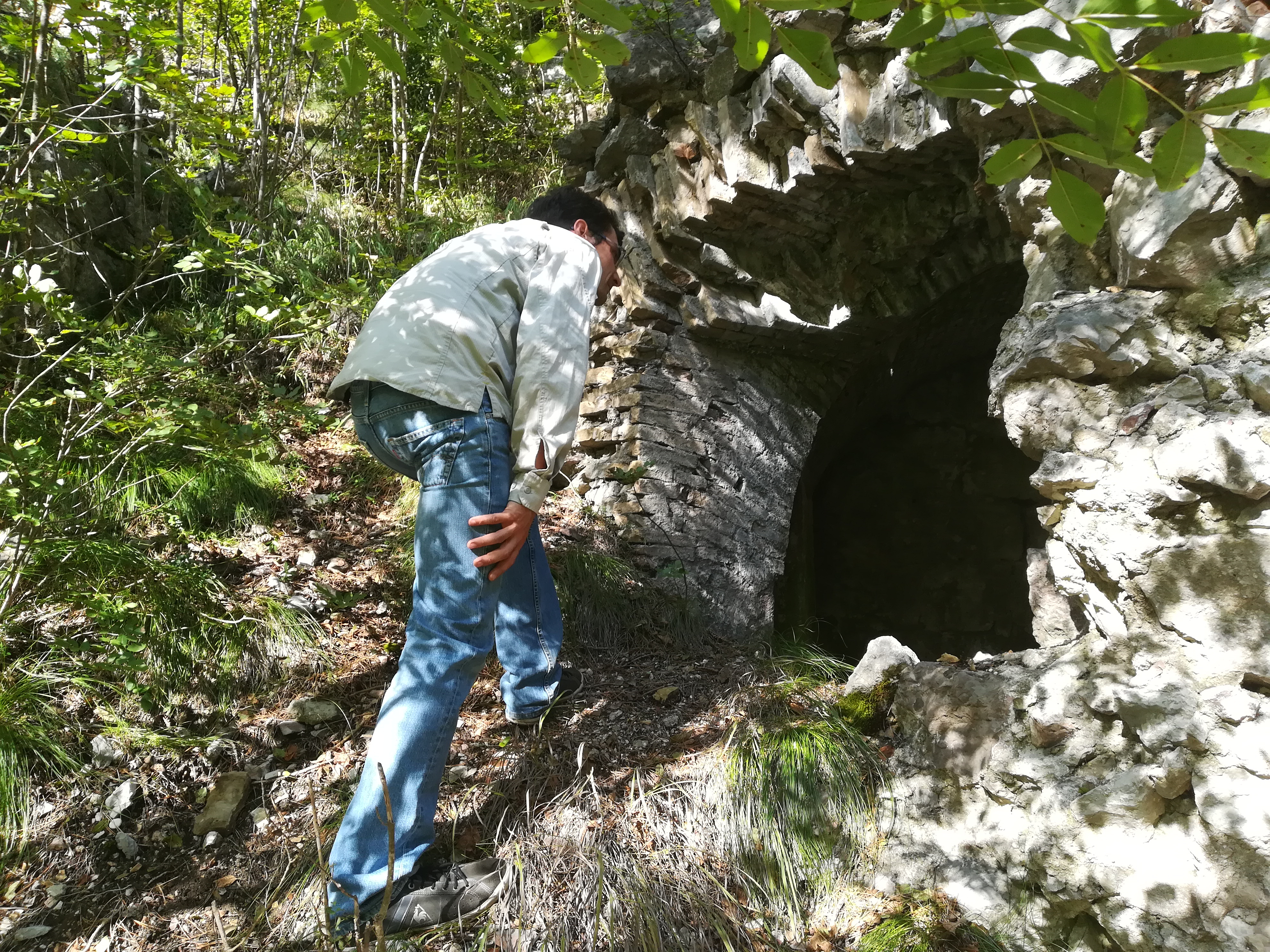
Ruinenreste der Anlage

## Anlage
Erbaut aus Steinquadern in hoch aufragender Bauweise auf einem Felsvorsprung über dem Fluss Noce war die Straßensperre bei ihrer Fertigstellung bereits nur noch als minder granatsicher einzustufen, sie hätte nur einer Beschießung aus Feldkanonen einer gewissen Zeit widerstehen können – nicht jedoch einem Beschuss aus Haubitzen – weswegen sie beim Kriegsausbruch 1915 bereits unbrauchbar war.
Der Hauptteil des Werkes lag an einem Hang, bestand aus einem querliegenden Batterieblock und dahinter, durch einen Hof getrennt, einer Defensivkaserne. Beide Bauteile waren an der Nordseite durch einen Querbau verbunden, der über Gewehrscharten und eine Kaponniere zur Bestreichung des Hofes verfügte. In der zum Rocchettafelsen liegenden Kehle war ein Kehlkoffer angebaut. Dieser Hauptbau saß auf der Straße von Cles nach Mezzolombardo, die, nach Überwindung einer Zugbrücke mit davorliegendem Gittertor, durch die Poterne des Batterieblocks in den Hof führte und dann durch die Poterne unter der Defensivkaserne das Werk wieder verließ.
Die etwas unterhalb liegende und hier parallel verlaufende Straße von Spormaggiore nach Mezzolombardo war lediglich durch eine Zugbrücke mit vorgesetztem Gittertor und ein Wachhaus gesichert. Der Zwischenraum zum Hauptwerk war durch eine Defensivmauer gedeckt.
Die ursprüngliche Armierung bestand aus elf 15-cm-Feldkanonen M 61, die im Zuge von Modernisierungsmaßnahmen im Laufe der Jahre durch vier 9-cm-Feldkanonen M 75 und zwei 15-cm-Mörser M 80 ersetzt wurden.